# Constitution haïtienne de 1987
Lire en ligne

Sites officiels : SDN version initiale, ULCC version consolidée ;
Université de Perpignan : version initiale ;
Haiti-reference : Version consolidée

Constitution de 1983
La Constitution d'Haïti de 1987 est un texte fixant l'organisation et le fonctionnement de l'État d'Haïti. Cette nouvelle constitution, dite « Républicaine », fut présentée au Palais législatif, à Port-au-Prince, le 10 mars 1987. Elle fut ratifiée par la population haïtienne lors du référendum constitutionnel du 29 mars 1987, qui l'approuva à 99,81 % des bulletins exprimés. Elle est restée en vigueur en état jusqu'à l'amendement du 9 mai 2011 entre en vigueur  le 14 mai 2011 après  l'installation  du nouveau président de l'époque Michel Joseph Martelly.

## Contexte
En 1986, la crise économique haïtienne et la famine qui s'ensuit créent des conditions explosives de révoltes populaires contre le régime de Jean-Claude Duvalier qui maintient les privilèges d'une caste dominante de nantis et impose une dictature depuis l'accès de son père, François Duvalier, au pouvoir en 1957. Malgré la terreur organisée par les milices armées des Tontons macoutes et ses nombreux massacres de civils, le peuple se soulève contre l'héritier de cette dictature duvaliériste. En février 1986, Jean-Claude Duvalier qui voulait organiser un référendum pour obtenir, comme son père, le pouvoir à vie, est contraint de fuir le pays à bord d'un avion de l'armée américaine qui lui permet de se réfugier en France avec plusieurs millions de dollars des caisses du trésor de l'État haïtien, détournés et déposés sur des comptes en Suisse.
Afin d'éviter à l'avenir un tel régime dictatorial héréditaire, un certain nombre d'historiens, d'économistes, de sociologues et spécialistes du Droit, élaborent au cours de l'année 1986 une nouvelle constitution afin de recadrer un cadre juridique au pouvoir politique et remettre à l'ordre du jour, les valeurs républicaines et démocratiques.
La nouvelle Constitution républicaine fut présentée le 10 mars 1987, An 184e de l'Indépendance au Palais législatif, siège de l'Assemblée Nationale Constituante. Elle doit être publiée dans la quinzaine de sa ratification par voie référendaire. Elle entre en vigueur dès sa publication "Au Moniteur", Journal Officiel de la République d'Haïti.

## La Constitution de 1987
Le président de la République est élu au suffrage universel pour un mandat de cinq ans. Il choisit son Premier ministre au sein du parti qui détient la majorité au Parlement.
Le parlement (Assemblée nationale) est bicaméral, comprenant la Chambre des députés de 77 membres (la Chambre des députés a vu depuis le nombre de ses membres passer à 83 membres puis à 99, en 2006) et le sénat de 27 membres (le sénat comprend maintenant 30 membres). Les députés et les sénateurs sont élus au suffrage universel. Le mandat des sénateurs est de six ans, tandis que le mandat des députés est de quatre ans, avec un renouvellement du tiers d'entre eux tous les deux ans.
Le drapeau historique d'Haïti (bleu-et rouge) est restauré après sa suppression par la dictature duvaliéliste.
Le pays est divisé en dix départements.

### Le préambule
La constitution républicaine de 1987 commence par le préambule suivant.
Le Peuple Haïtien proclame la présente Constitution:
Pour garantir ses droits inaliénables et imprescriptibles à la vie, a la liberté et la poursuite du bonheur; conformément à son Acte d'indépendance de 1804 et à la Déclaration Universelle des Droits de l'Homme de 1948.
Pour constituer une nation haïtienne socialement juste économiquement libre et politiquement indépendante.
Pour rétablir un État stable et fort, capable de protéger les valeurs, les traditions, la souveraineté, l'indépendance et la vision nationale.
Pour implanter la démocratie qui implique le pluralisme idéologique et l'alternance politique et affirmer les droits inviolables du Peuple Haïtien.
Pour fortifier l'unité nationale, en éliminant toutes discrimations entre les populations des villes et des campagnes, par l'acceptation de la communauté de langues et de culture et par la reconnaissance du droit au progrès, à l'information, à l'éducation, à la santé, au travail et au loisir pour tous les citoyens.
Pour assurer la séparation, et la répartition harmonieuse des Pouvoirs de l'État au service des intérêts fondamentaux et prioritaires de la Nation.
Pour instaurer un régime gouvernemental basé sur les libertés fondamentales et le respect des droits humains, la paix sociale, l'équité économique, la concertation et la participation de toute la population aux grandes décisions engageant la vie nationale, par une décentralisation effective.
À la suite de ce préambule, suivent 298 articles constitutionnels.

### Les Droits fondamentaux de la Constitution de 1987
La Constitution de 1987 affirme les droits de la personne, notamment sur le plan des libertés fondamentales, des droits démocratiques, du droit de s'établir et de gagner sa vie partout en Haïti, des garanties juridiques (droit à la vie, à la liberté et à la sécurité de sa personne. Le droit à la protection contre les fouilles, les perquisitions ou les saisies abusives; le droit à la protection contre la détention ou l'emprisonnement arbitraires), des droits à l'égalité pour tous (Les droits à l'égalité doivent s'appliquer à tous sans distinction de race, de sexe, d'origine ethnique, de couleur ou d'âge. Ceux qui souffrent de déficiences mentales ou physiques, sont égaux devant la loi et ont droit à la même protection et au même bénéfice devant la loi. Tout être humain est égal devant la loi, qu'il soit riche ou pauvre, qu'il soit inculte ou cultivé. La loi est une pour tous et il ne peut y voir une justice à deux vitesses), des droits à la santé, au travail et à l'instruction.
La Constitution de 1987 consacre sans équivoque le principe de l’égalité de l’homme et de la femme devant la loi et l’égalité de droits, en matière de protection et de jouissance des droits de la personne (articles 17, 18, 19, 28, 32.1, 32.6). Si la femme haïtienne a le droit de voter depuis les dispositions constitutionnelles de 1950, elle devait néanmoins avoir l'autorisation de son mari ou père pour aller voter. La Constitution de 1987 confirme ce droit de vote sans aucune condition de subordination masculine. La femme obtient les mêmes droits que l'homme sur le plan politique.
L'État haïtien a l'obligation morale d'œuvrer pour le respect de ces libertés et garanties fondamentales consacrées par la Constitution haïtienne. Lorsqu'un de ces droits est brimé par une autorité quelconque, l'État haïtien devra prendre toutes les mesures nécessaires pour réparer toute violation des principes constitutionnels du peuple haïtien.